# Namiki Shōzō II
Namiki Shōzō II (二代目 並木正三, fecha desconocida - 28 de agosto de 1807) fue un dramaturgo japonés especializado en teatro kabuki.
Activo entre 1787 y 1807 en la región de Osaka y Kioto, es principalmente famoso por dos obras escritas en colaboración con Tatsuoka Mansaku, Un mensaje de amor desde Yamato y Las danzas de Ise y el desafilado filo del amor, ambas puestas en escena por primera vez en 1796. Clásicos del género sewamono, han permanecido en el repertorio de kabuki durante más de dos siglos.

## Obras
- 義臣傳読切講釈 (Gishinden Yomikiri Kōshaku?) (1788)
- 魁鎗東海硯 (Ichiban Yari Tōkai Suzuri?) (1795)
- Un mensaje de amor desde Yamato (恋飛脚大和往来 Koi no Tayori Yamato Ōrai?) (1796)
- Las danzas de Ise y el desafilado filo del amor (伊勢音頭戀寝刃 Ise Ondo Koi no Netaba?) (1796)
- 蛭子大黒恵蔵入 (Ebisu Daikoku Megumi no Kurairi?) (1796)
- 初櫓金幔幕 (Hatsu Yagura Kogane no Manmaku?) (1803)

- Datos: Q13605312